# K-15海洋导弹
K-15海洋导弹 (梵语: सागरिका, IAST:Sāgarikā, 意为海洋) 是一型潜射弹道导弹，为印度首型国产潜射弹道导弹，射程为750（466英里），可携带核弹头。K-15海洋导弹属于K系列飛彈，组成了印度的核三位一体关键的潜射一极，并给印度提供了二次打击的能力，标志着印度成为全世界第六个可以在海陆空进行核打击和反核打击的国家。在它服役前，印度海军只拥有丹努什水面舰载弹道导弹。2015年，未装战斗部的该导弹首次从殲敵者號核潛艇成功试射。于2018年正式入役。

## 外连
- Video of the 12th test of Sagarika, on 27 January 2013 （页面存档备份，存于）